# 中國當局
“中國當局”（英語：China authorities）是中華人民共和國政府的代稱，常见于台灣新聞媒體與中華民國（台湾）政府，亦因其首都為北京稱為北京當局（Beijing authorities），或因其實際管轄區域為中國大陸而稱為大陸當局。
根據這些名稱，中國當局領導人、北京當局領導人、中共領導人、大陸領導人等擴張使用的稱呼，也常作為中華人民共和國最高領導人或党和国家领导人的代稱。

## 概論
在1949年中華人民共和國成立後，與中華民國之間出現許多政治上的爭議。為了避免直接稱呼國名，引起政治爭議，中華民國政府與新聞媒體經常使用一些代稱。
中華民國政府最初使用中共當局、大陸當局或北京當局來稱呼中華人民共和國，因為在中華民國政府的認知中，中華人民共和國並不是合法的主權國家，也不是中國合法代表，因此拒絕以中國或是國家名稱來稱呼它。
在中華人民共和國成立後，主張自身為中國的政府。1971年《聯合國大會2758號決議》通過後，國際普遍承認中華人民共和國為中國唯一合法代表，中國這個名稱被當成中華人民共和國的代稱，稱呼中國當局，或北京當局成為國際慣例，常見於新聞報導中。目前，台湾方面常直接称中国大陆为“中華人民共和國”或“中國”，在蔡英文政府執政期間，常見用「中國」稱呼中華人民共和國當局，这也成為賴清德政府時代的慣例。